# Thomas Griot
Thomas Griot, né le 4 juillet 1994, est un coureur cycliste français spécialiste de VTT cross-country.

## Palmarès en VTT

### Coupe du monde
- Coupe du monde de cross-country
  - 2021 : 10e du classement général
  - 2022 : 38e du classement général
  - 2023 : 5e du classement général
  - 2024 : 49e du classement général

- Coupe du monde de cross-country short track
  - 2023 : 13e du classement général
  - 2024 : 47e du classement général

### Championnats de France
- 2020
  - 3e du cross-country
- 2022
  - 2e du cross-country short track
  - 3e du cross-country
- 2024
  - 2e du cross-country
  - 2e du cross-country short track